# Artaban II
Pour les articles homonymes, voir Artaban.
Artaban II ou Artabanus II, incorrectement appelé Artaban III dans l'historiographie ancienne, est roi des Parthes de 12 à 38/40 ap. J.-C.

## Biographie
Né d'une mère arsacide et d'un prince parthe, il a été élevé chez les Dahes et règne sur la Médie.
Lorsqu'il est proclamé roi, son prédécesseur Vononès Ier s'enfuit vers l'Arménie. La première partie de son règne est apparemment exempte de guerre contre Rome. Une lettre écrite de sa main à des magistrats de la ville de Suse est le seul document arsacide écrit qui existe. Dans les années 30, un certain Cinamus est placé par les féodaux sur le trône parthe. Artaban se réfugie chez Izatès II roi d'Adiabène, théoriquement vassal du royaume d'Arménie. Artaban récupère celui-ci par la négociation, grâce à l'intervention d'Izatès II. Selon Moïse de Khorène, le roi d'Édesse Abgar V se rend en Mésopotamie, pour régler un différend entre Artaban et ses frères et l'aider à reprendre son trône par son arbitrage ; il pourrait s'agir du règlement du même conflit.
À partir de 34, il entreprend une action militaire contre les Romains pour le contrôle de l'Arménie. À la mort d'Artaxias III Zénon d'Arménie, Artaban met son fils Arsace sur le trône d'Arménie ; après la mort de ce dernier, il tente ensuite d'imposer son autre fils Orodès.
Deux nobles parthes, refusant l'autorité d'Artaban, demandent l'aide de Rome pour mettre sur le trône des descendants de Phraatès IV, Phraatès VI puis Tiridate III. Celui-ci devient roi grâce à l'appui du général romain Lucius Vitellius.
Artaban reprend cependant le trône un an plus tard. Cette lutte permet à un certain nombre de villes dont Séleucie de devenir indépendantes. Vitellius reprend la lutte et Artaban se réfugie dans des territoires situés au nord sans plus de précision. Après avoir repris Séleucie, il est contraint de signer la paix avec les Romains à l'automne 36. Cette conférence de paix a lieu sur l'Euphrate en 36, probablement en automne, et Hérode Antipas et Lucius Vitellius sont présents, ainsi probablement que les autres rois de la région.
Artaban meurt deux ou quatre ans plus tard.

## Descendance
Artaban laisse au moins quatre fils :
- Arsace, roi d'Arménie ;
- Orodès, roi d'Arménie ;
- Artaban, tué avec sa femme et son fils par Gotarzès II en 40 ;
- Vardanès Ier, roi des Parthes.

Il aurait également adopté un seigneur de l'Hyrcanie :
- Gotarzès II de Parthie, fils de Gev.

Par ailleurs, sur la base de la ressemblance des types d'émissions monétaires, il aurait peut-être pour fils :
- Artaban III.